# بانیبازار
بانیبازار (به لاتین: Beanibazar Upazila) یک اوپازیلا در بنگلادش است که در ناحیه سیلهت واقع شده‌است. بانیبازار ۲۵۳٫۲۲ کیلومتر مربع مساحت و ۲۵۳٬۶۱۶ نفر جمعیت دارد.